# Zentralfeuerpatrone

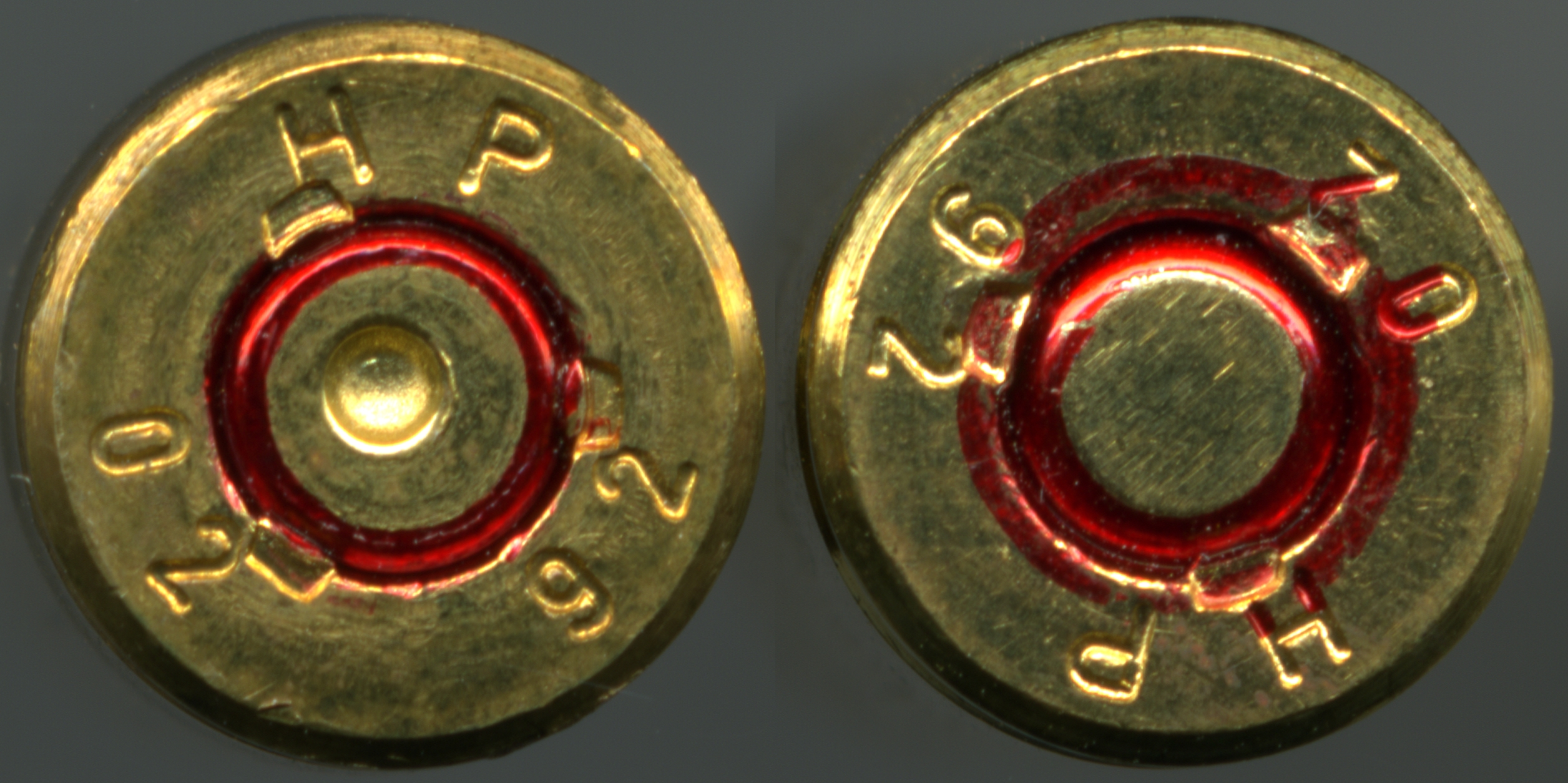
Der Boden einer Hülse im Kaliber 5,56 × 45 mm NATO.
Auf der linken Seite wurde das mittig liegende Zündhütchen vom Schlagbolzen angeschlagen, auf der rechten ist es in seinem unversehrten Zustand.

Eine Zentralfeuerpatrone, oder umgangssprachlich Zentralfeuermunition, ist eine Patrone mit Zentralfeuerzündung. Es handelt sich um Patronenmunition, bei der das  Zündhütchen mit dem darin enthaltenen Zündsatz zentral im Hülsenboden angebracht ist. Gezündet wird dieser durch den zentral geführten Schlagbolzen. Mit wenigen Ausnahmen verschießen heute alle Militär-, Jagd- und Verteidigungs-Handfeuerwaffen Munition mit Zentralfeuerzündung.
Im Gegensatz dazu liegt der Zündsatz von Randfeuerpatronen im aufgestauchten Hülsenrand und wird durch einen auf diesen aufschlagenden Schlagbolzen gezündet. Heute findet man die Randzündung noch bei im Schießsport verwendeter Kleinkaliber-Munition und in kleinkalibrigen Jagdwaffen.

## Geschichte

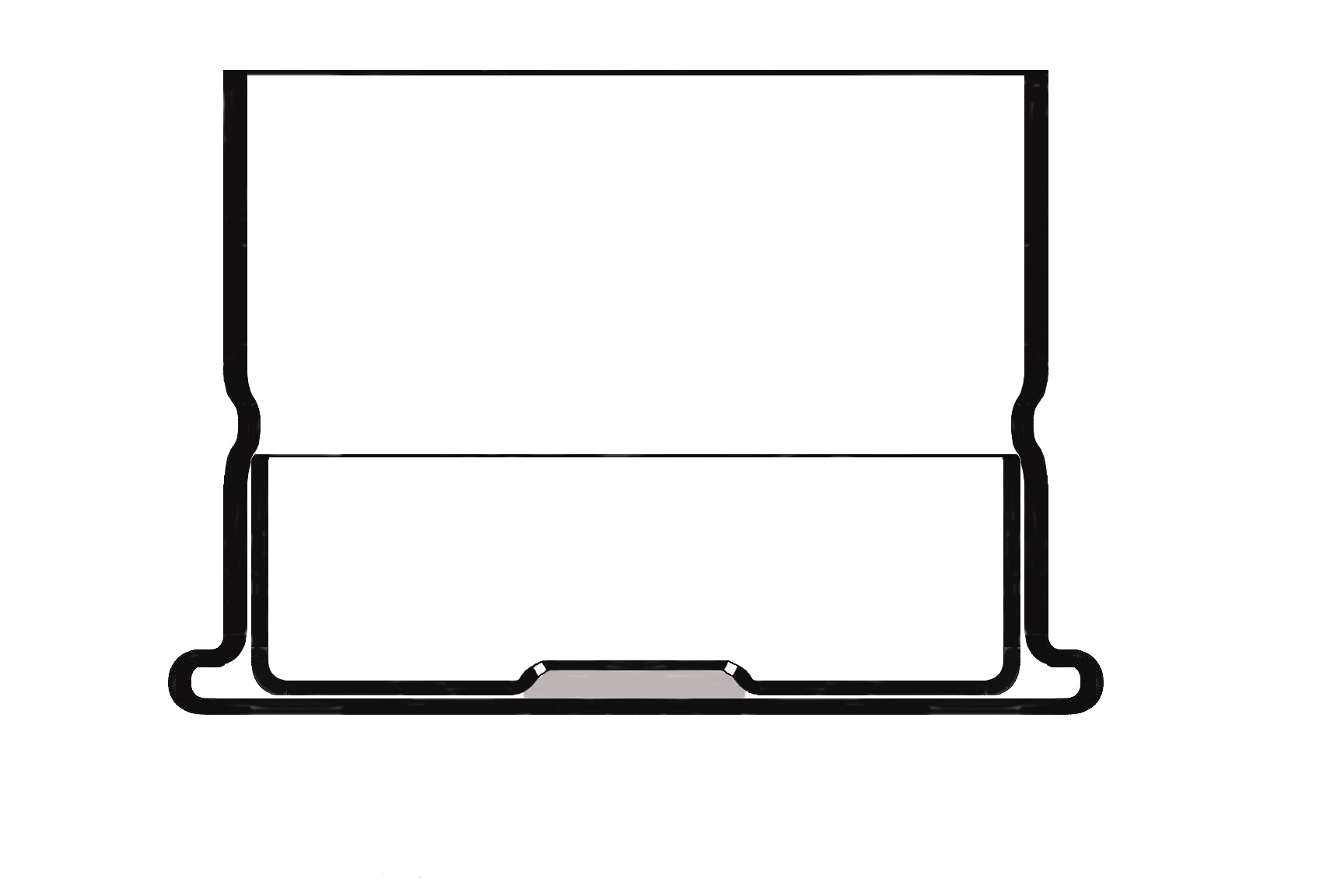
Hülse mit Benétzündung

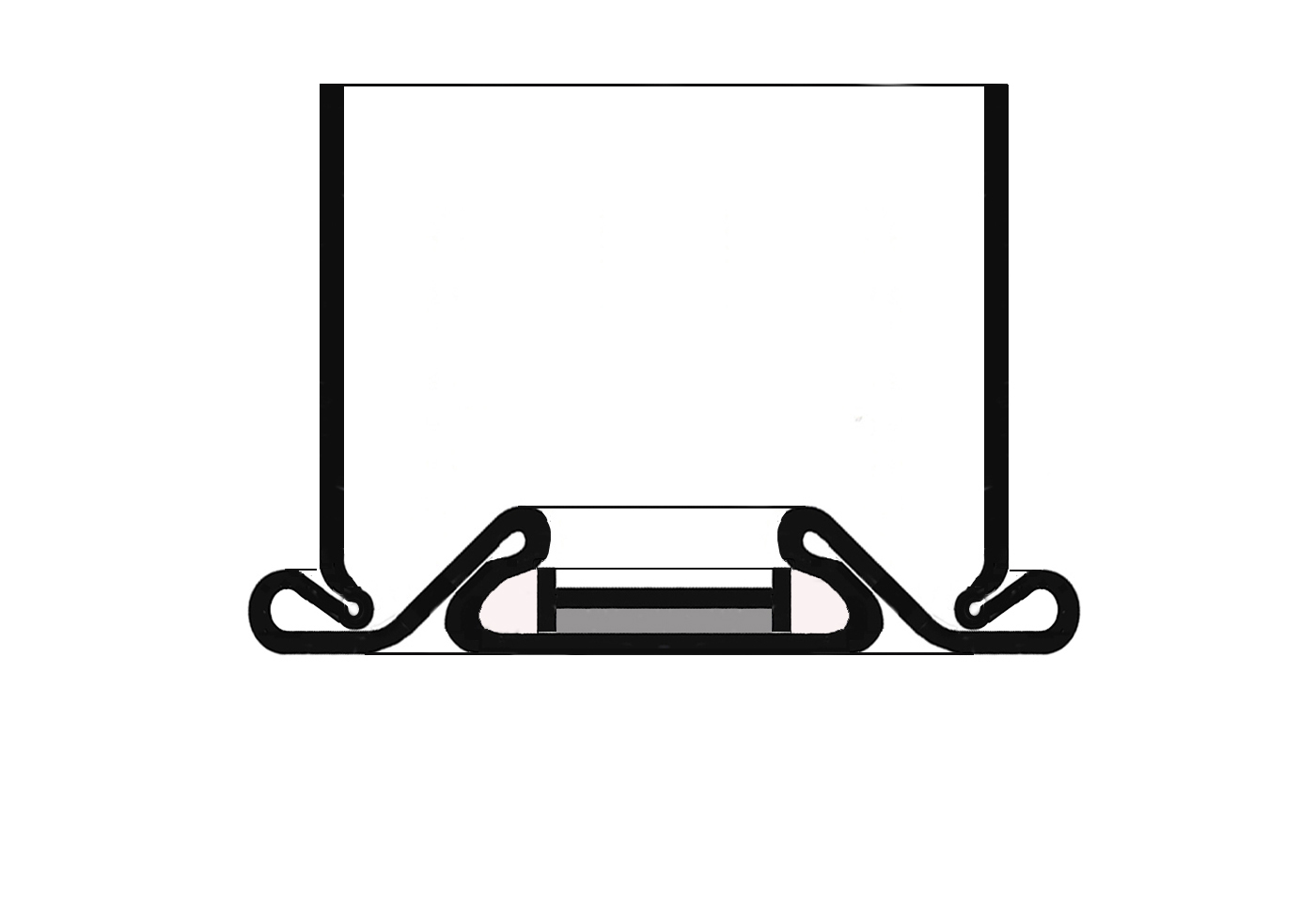
Hülse mit Martinzünder

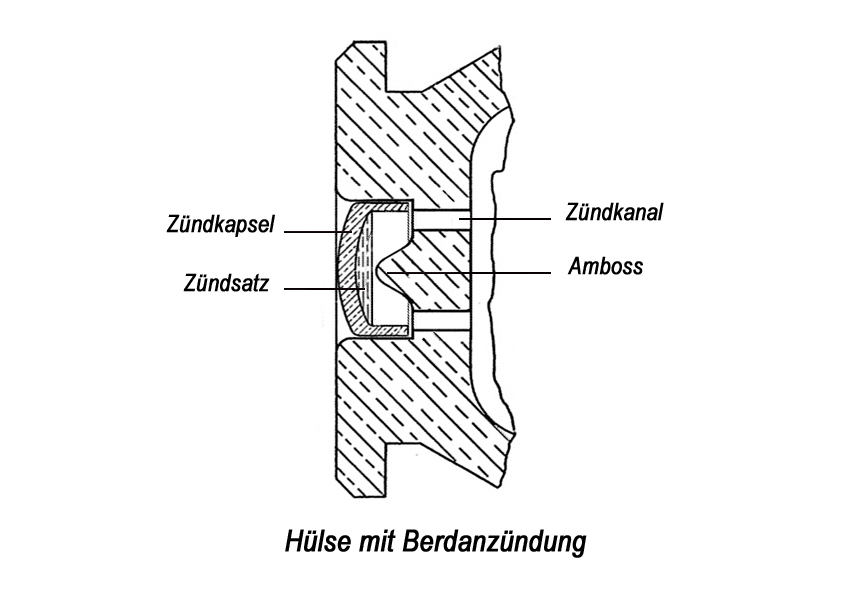
Berdanpatrone, Zündung

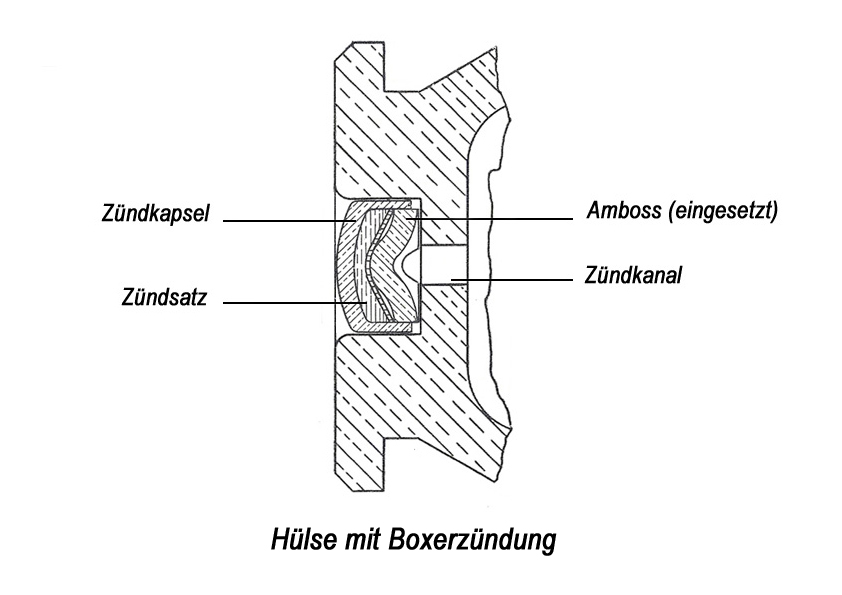
Boxerpatrone, Zündung

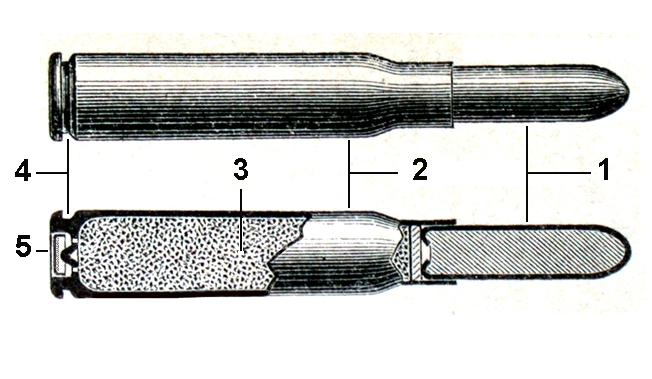
Deutsche Gewehrpatrone 8 x 57 I mit Berdanzündung

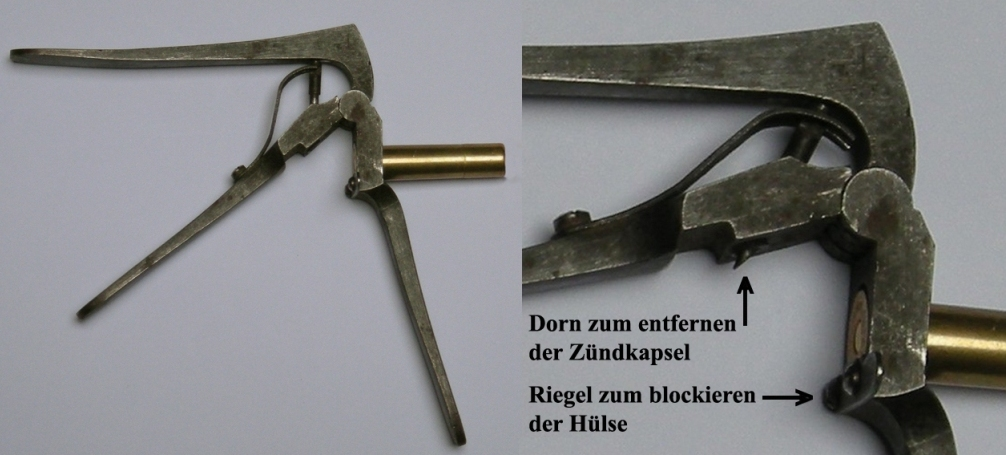
Zange zum Entfernen der Zündkapsel bei Berdanhülsen

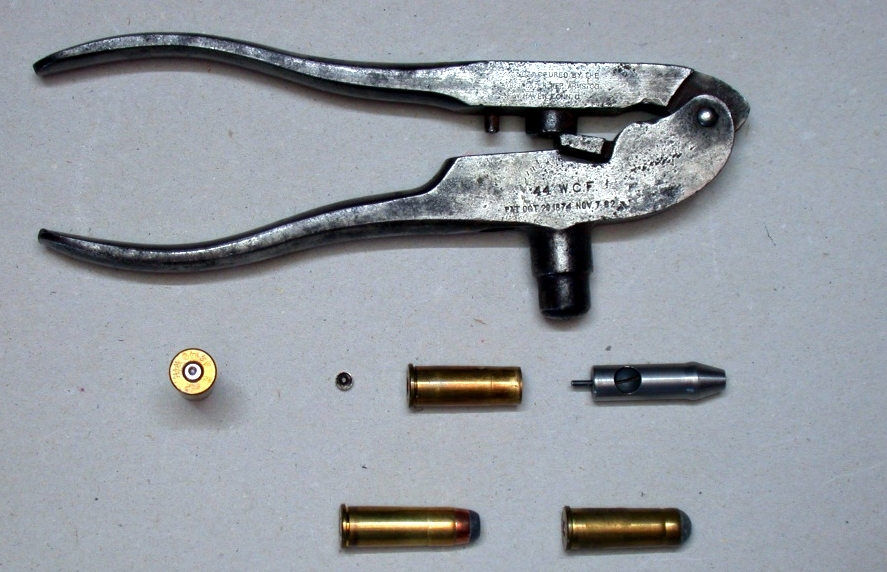
Werkzeug zum Wiederladen von .44-40 WCF Boxerpatronen, ca. 1892

Der Schweizer Samuel Johann Pauli erhielt 1812 ein Patent auf eine zweiteilige Patronenhülse mit einer Zündpille aus Knallquecksilber in einem zentralen Zündloch. Die Konstruktion an sich war zwar sehr fortschrittlich, hatte aber noch zu viele Mängel. Zum einen war die eingedrückte Zündpille gegen ungewollte Auslösung schlecht geschützt, zum anderen fehlte die Gasabdichtung der Patrone gegenüber der Patronenkammer.
Die ersten praktisch verwendbaren Einheitspatronen mit Metallhülse und eingebautem Anzündhütchen waren die vom französischen Büchsenmacher Casimir Lefaucheux 1835 patentierten Lefaucheuxpatronen mit Stiftzündung. Etwa zur gleichen Zeit entwickelte Louis Nicolas Auguste Flobert, auch ein Franzose, die Flobertpatrone mit Randfeuerzündung, den Vorgänger aller .22-Kleinkaliberpatronen, die 1860 von Tyler Henry zur .44 Henrypatrone weiterentwickelt wurde.
Preußen und Frankreich verwendeten im Krieg von 1870/71 noch immer Papier-Einheitspatronen, allerdings mit innenliegender Zentralfeuerzündung, in ihren Hinterladern, dem Zündnadelgewehr von Dreyse und dem Chassepotgewehr.
Gegen Ende des amerikanischen Bürgerkrieges kombinierte ein Amerikaner beide Systeme. Er verwendete eine Metallhülse und brachte die Zündung im Zentrum des Hülsenbodens an, dort war sie besser geschützt und zündete sicherer. 1864/65 entwickelte der Direktor des Frankford Arsenals, Oberst Steven Vincent Benét, eine der ersten Patronen mit Zentralfeuerzündung, die .50-70 Government für die Verwendung in aptierten Vorderladergewehren der US-amerikanischen Armee. Wie die damals verwendeten Randfeuerpatronen hatte sie eine Hülse mit Rand aus tiefgezogenem Kupferblech, der Zündsatz war jedoch zentral innen auf dem Boden der Hülse angebracht und wurde durch eine Innenhülse fixiert. Beim Abschuss verformte der Schlagbolzen den Hülsenboden schlagartig, und der davorliegende Zündsatz wurde zwischen diesem und der Innenhülse gequetscht und gezündet. Die Übertragung des Zündfunkens auf die Treibladung aus Schwarzpulver erfolgte über in die Innenhülse gebohrte Löcher. Die Innenhülse war mit Einkerbungen in der Außenhülse fixiert.
Die .50-70 Government wurde 1866 von der amerikanischen Armee eingeführt und ab 1873 durch die .45-70 Government abgelöst. Sie wurde im Springfield Model 1866 (ursprünglich Allin Conversion Model 1866 Rifle), in aptierten Sharps Militärkarabinern sowie von in der Springfield Armory abgeänderten Remington-Gewehren verwendet. Eine andere von der Armee verwendete Benét-Patrone war die .45 Colt für den Colt Single Action Army, die jedoch früh durch modernere Patronen verdrängt wurde.
Etwa zur gleichen Zeit wurde in den USA die Martin-Zentralfeuerpatrone entwickelt. Sie wurde 1869 und 1871 patentiert (US-Patent 88 191, 3-23-1869 / 111 856, 2-14-1871). Auch sie hatte eine Kupferhülse, diese war in einem aufwendigen Verfahren so geformt, dass die zentral liegende Zündkapsel eine Einheit mit der Hülse bildete. Wie bei der Benét-Patrone befand sich die Zündmasse im Innern der Hülse, sie wurde mittels einer gelochten, leicht überdimensionierten Kapsel in die pulverseitige Öffnung der Zündkapsel eingepresst.
Wie die Benét-Patrone wurde die Martin-Patrone in den ersten amerikanischen Zentralfeuerwaffen verwendet. Bekannt ist, dass die ersten Smith & Wesson No. 3 American-Revolver, die noch die .44 Henry-Randfeuerpatrone verschossen, auf Verlangen der amerikanischen Armee-Beschaffungsbehörde auf Zentralfeuer umkonstruiert wurden. Die neue Patrone bezeichnete man mit .44/100 oder .44 American, sie wurde auch im Colt Army 1860 Richards Conversion verwendet.
Die Bénet-Patrone und auch die Martin-Patrone hatten zwei wesentliche Nachteile: Die Hülsen aus dünnem Kupferblech waren nicht genügend widerstandsfähig bei Verwendung von starken Ladungen, dazu verzogen sie sich bei heißgeschossener Waffe und blockierten im Patronenlager. Ein weiterer Nachteil war, dass sie nicht wiedergeladen werden konnten. Sie wurden deshalb im Laufe der Zeit durch robustere Patronen mit Messinghülsen und von außen eingepressten Zündhütchen ersetzt.
Die erste solcher Patronen war die vom Amerikaner Hiram Berdan entwickelte Zentralfeuerpatrone mit von außen eingepressten Zündhütchen. Bei der 1866 patentierten Variante (US-Patent 53 388, 3-14-1866) wurde noch eine Kupferhülse verwendet. Problematisch war, dass sich die Hülse beim Einpressen des Zündhütchens leicht verformte. Die Patrone verkaufte sich gut, trotzdem wurde 1869 auf Messing übergegangen. Sie wurde, mit anderen Detailänderungen, im September 1869 patentiert (US-Patent 82 587). Damit hatte Berdan eine Patrone geschaffen, die auch heute noch fabriziert wird.
Etwa gleichzeitig entwickelte der Engländer Edward Mounier Boxer im Royal Arsenal eine Patrone für das Snider-Enfield-Gewehr, den ersten Hinterlader der englischen Armee. Auch diese Patrone im Kaliber .577 Snider hatte ein außenliegendes Zündhütchen. Er patentierte die Boxerpatrone in England am 13. Oktober 1866 und in den USA (US-Patent 91 818, 6-29-1869). Wie die Berdanpatrone wird auch die Boxerpatrone heute noch produziert.
In den europäischen Armeen wurden, eventuell aus Preisgründen, Patronen mit Berdanzündung bevorzugt, Beispiele sind die Patrone 11 × 59 mm R des französischen Gras-Gewehrs, die 8×50-mm-R-Lebel-Patrone, die deutschen Ordonnanzpatronen (Bild) und die schweizerische 7,5×55-mm-Patrone.
Im Gegensatz dazu übernahm die amerikanische Armee die auch in England eingeführte Boxerpatrone, Grund dafür war, dass diese im Feld nachgeladen werden konnte, was für die fern der Zivilisation operierenden Truppen wichtig war. Auch für moderne Munition wurde das Prinzip beibehalten, sowohl die Pistolenpatrone .45 ACP wie auch die Gewehrpatrone .30-06 Springfield haben Boxerzündung. Dies gilt auch für den zivilen Markt, da Boxerpatronen mit wenig Aufwand nachgeladen werden können.
1884 erfand Paul Vieille, Chemieingenieur am Laboratoire Central des Poudres in Paris, ein raucharmes Pulver auf der Basis von Nitrozellulose, das bei der Verbrennung dreimal mehr Energie abgibt als Schwarzpulver. Auch dies war ein Grund, das für Patronenhülsen noch immer verwendete weiche Kupfer durch widerstandsfähigere Materialien wie Messing, Tombak, und später – wegen Rohstoffmangels – auch Aluminium und Stahl zu ersetzen.
Das früher für den Zündsatz verwendete Knallquecksilber war giftig und korrosiv. Es wurde deshalb in den Anfangsjahren des zwanzigsten Jahrhunderts durch Tetrazen in Mischungen („Sinoxyd-Sätze“) ersetzt.

## Technik

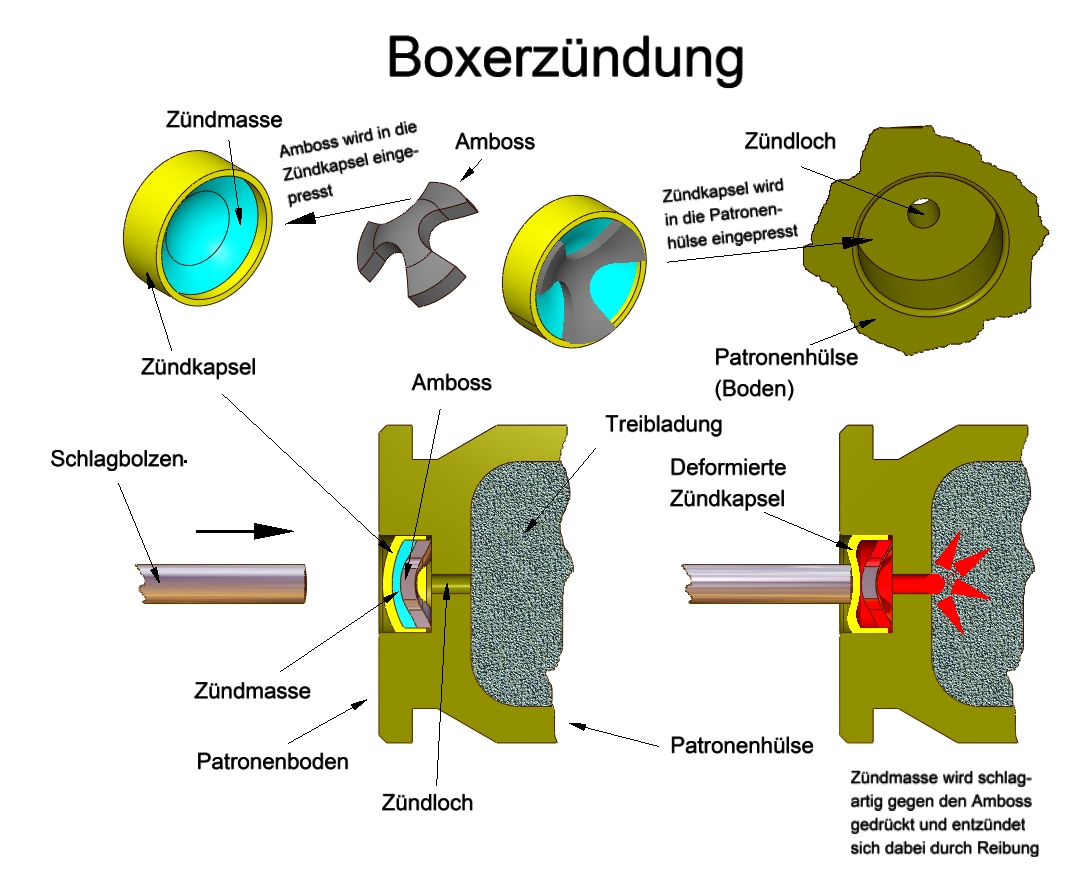
Boxerzündung einer Patrone
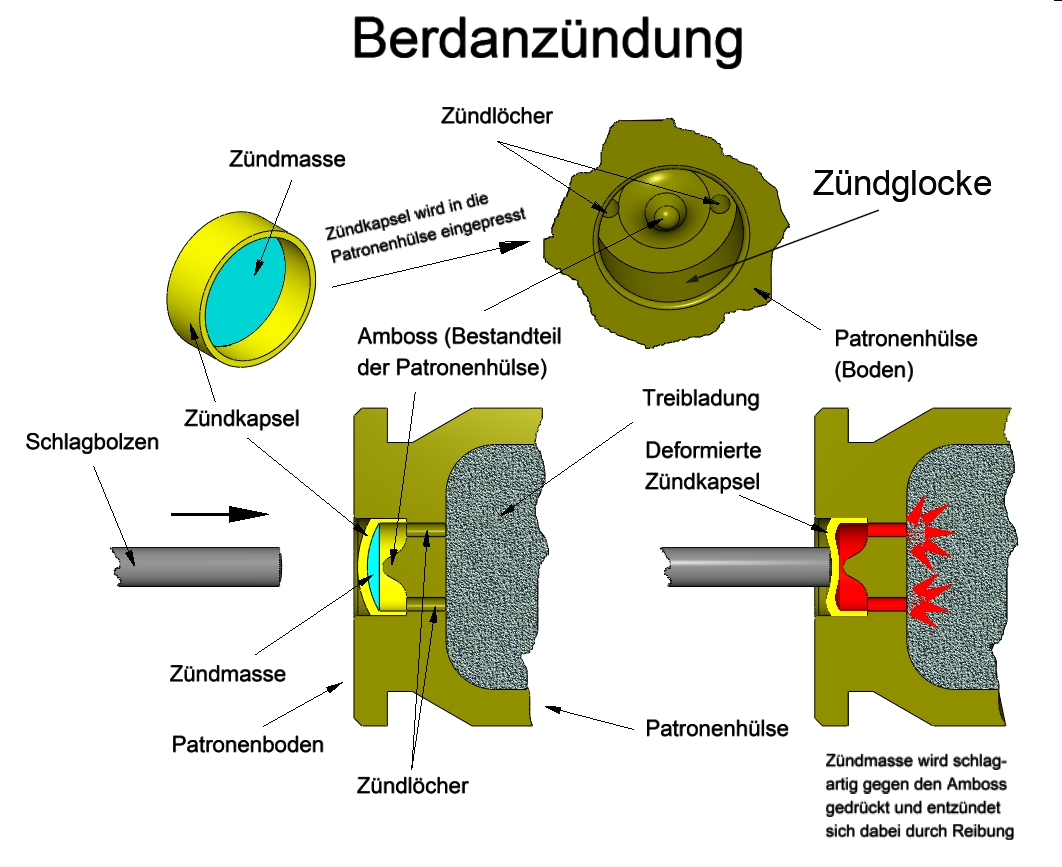
Berdanzündung einer Patrone
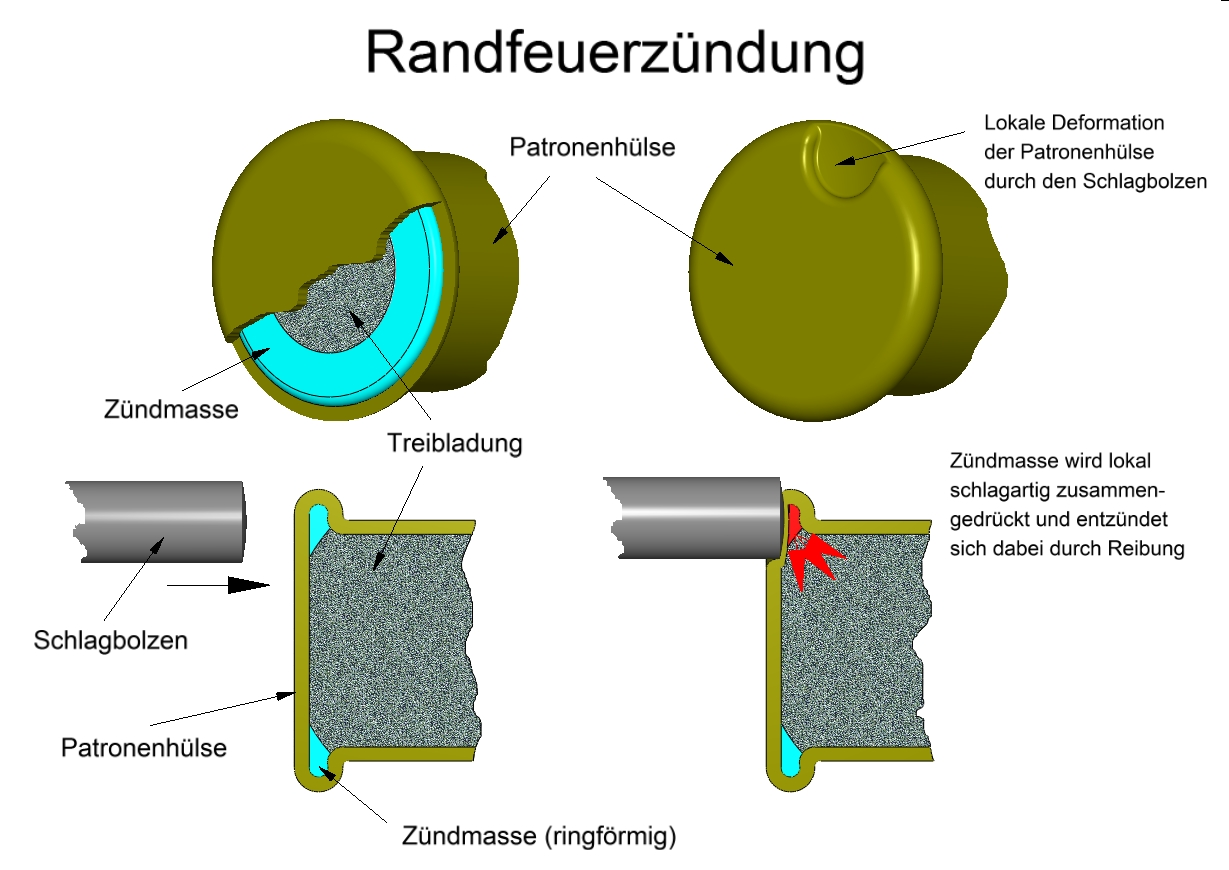
Randfeuerzündung einer Patrone
Boxer-, Berdan- und Randfeuerzündung

Gemeinsamer Vorteil aller Zentralfeuerzündungen ergibt sich durch die zentrale Zündquelle, die die Treibladung gleichmäßiger abbrennen lässt als bei der dezentralen Zündung (die bei Randfeuerpatronen verwendet wird). Gleichmäßiger Abbrand bewirkt die Steigerung der Schusspräzision durch die Verminderung der Streuung.
Ein weiterer Vorteil ergibt sich aus der Wiederverwendbarkeit von Hülsen mit Zentralfeuerzündung. Bei diesen kann das abgeschossene Zündhütchen ersetzt werden, während bei Hülsen von Randfeuerpatronen der Rand durch den Schlagbolzen endgültig gestaucht ist. Hülsen von Berdan- und Boxerpatronen können deshalb durch Wiederladen mehrmals verwendet werden. Bei den Berdanpatronen muss die abgeschossene Zündkapsel hydraulisch herausgepresst oder mit einem hakenförmigen Werkzeug von hinten entfernt werden, bei Boxerpatronen wird diese von vorne durch die Hülse und den Zündkanal durch einen zentral am Werkzeug angebrachten Stift ausgestoßen.
Während bei den Benét- und Martinpatronen der Zündsatz vor dem Eindringen von Wasser und Öl durch die hinten nicht durchbrochene Hülse geschützt ist, muss der Patronenboden der Berdan- und Boxerpatronen mit einem geeigneten Lack gedichtet werden, um zu vermeiden, dass durch Kapillarwirkung Flüssigkeit ins Innere der Zündkapsel eindringt. Durch die Farbe des Lacks kann auch erreicht werden, dass verschiedene Patronentypen gleichen Kalibers und Aussehens voneinander unterschieden werden können.
Äußerlich können Berdan- nicht von Boxerpatronen unterschieden werden, bei Ersteren ist das Zündhütchen einteilig, der Amboss ist Teil der Hülse. Bei Boxerhülsen wird ein konisch geprägtes Plättchen als Amboss eingepresst, um den Zündfunken durchschlagen zu lassen hat das Plättchen am Rande mehrere eingefräste Öffnungen. Bei beiden Systemen kann der Zündsatz mit einer eingelegten Folie, früher aus Stanniol, von der Treibladung getrennt werden.